# Orbiniella annulata
Orbiniella annulata är en ringmaskart som beskrevs av Hartman 1967. Orbiniella annulata ingår i släktet Orbiniella och familjen Orbiniidae. Inga underarter finns listade i Catalogue of Life.